# Örnen (1896)
Örnen – szwedzki krążownik torpedowy z ostatnich lat XIX wieku, pierwszy okręt typu Örnen, nawiązującego koncepcją do budowanych w tym czasie w innych państwach kanonierek torpedowych. W 1926 roku przeklasyfikowany na okręt szkolny, służył w szwedzkiej flocie jeszcze w czasie II wojny światowej.

## Historia
Plany budowy jednostek, mających chronić własną flotę przed atakami torpedowców przeciwnika i prowadzić jednocześnie rozpoznanie na rzecz własnych sił, istniały w dowództwie szwedzkiej marynarki wojennej od 1892 roku. Trzy lata później projekt został zaakceptowany przez Riksdag i budowa pierwszego okrętu, oficjalnie klasyfikowanego jako krążownik torpedowy (pomimo że wielkością i uzbrojeniem odpowiadał budowanym między innymi dla Royal Navy kanonierkom torpedowym i na ich koncepcji był wzorowany), została zlecona koncernowi Motala Verkstad, który zrealizował ją w podległej sobie stoczni Lindholmens Göteborgu.
Wodowanie jednostki odbyło się 6 sierpnia 1896 roku, formalne wcielenie w skład szwedzkiej marynarki wojennej 4 maja, zaś faktyczne wejście do służby 12 maja 1897 roku. W tym samym roku nastąpiła prezentacja okrętu na Powszechnej Wystawie Sztuki i Przemysłu w Sztokholmie. Już w pierwszych latach eksploatacji okazało się, że nowe okręty nie spełniają dobrze przewidywanych dla nich funkcji i znaczną część z nich przejęły wprowadzone w 1902 roku do linii kontrtorpedowce.
W grudniu 1905 roku "Örnen" został wysłany w składzie zespołu floty do Rygi, aby chronić tam interesy szwedzkich obywateli. Podczas I wojny światowej wypełniał funkcje dozorowe. Wobec dużego zużycia został odstawiony do rezerwy w 1922 roku. Cztery lata później stał się jednostką szkolną. Po przezbrojeniu na początku II wojny światowej pozostawał w stanie gotowości na wypadek pogwałcenia szwedzkiej neutralności. Wycofano go ze służby 16 czerwca 1947 roku, zaś w 1950 roku został zatopiony jako okręt-cel.

## Opis konstrukcji
Kadłub krążownika "Örnen" miał długość całkowitą 69,2 m, szerokość 8,2 m i zanurzenie 3,2 m. Wyporność konstrukcyjna wynosiła 800 ton. Napęd stanowiły dwie maszyny parowe potrójnego rozprężania o łącznej mocy 4000 KM, napędzające dwie śruby. Prędkość maksymalna wynosiła 19 węzłów.
Uzbrojenie składało się z dwóch pojedynczych dział kal. 120 mm i czterech kal. 57 mm oraz pojedynczej wyrzutni torped kal. 381 mm (usuniętej w 1928 roku). Na początku 1940 roku działa 57 mm zostały zastąpione czterema zdwojonymi podstawami dział przeciwlotniczych kal. 25 mm.